# Cúp bóng đá U-20 nữ châu Á 2022
Cúp bóng đá U-20 nữ châu Á năm 2022 là lần thứ 11 của Cúp bóng đá U-20 nữ châu Á (bao gồm cả các kỳ trước của Giải vô địch bóng đá U-19 nữ châu Á). Tổ chức 2 năm 1 lần do Liên đoàn bóng đá châu Á (AFC) tổ chức cho các đội tuyển U-20 nữ thuộc liên đoàn, trước khi bị hủy bỏ do đại dịch COVID-19.
Bắt đầu từ phiên bản 2022, AFC đã đồng ý với đề xuất chuyển giải đấu từ U19 sang U20. Ngoài ra, giải đấu cũng được đổi tên từ "Giải vô địch bóng đá nữ U-19 châu Á" thành "Cúp bóng đá U-20 nữ châu Á". Giải dự kiến được tổ chức tại Uzbekistan từ ngày 4 đến ngày 17 tháng 4 năm 2022. Có tổng cộng tám đội tham gia giải đấu.
AFC thông báo hủy giải đấu vào ngày 5 tháng 7 năm 2021, nhường quyền đăng cai Cúp bóng đá U-20 nữ châu Á 2024 cho Uzbekistan.

## Vòng loại
Bốn đội đủ điều kiện trực tiếp cho giải đấu cuối cùng: đội chủ nhà và ba đội đứng đầu năm 2019. Bốn đội khác được xác định bởi vòng loại.

### Các đội đủ điều kiện
| Đội               | Tư cách tham dự          | Số lần tham dự | Thành tích cao nhất trước đó                 |
| ----------------- | ------------------------ | -------------- | -------------------------------------------- |
| Uzbekistan        | Chủ nhà                  | 5              | Vòng bảng (2002, 2004, 2015, 2017)           |
| Nhật Bản          | Đương kim vô địch (2019) | 11             | Vô địch (2002, 2009, 2011, 2015, 2017, 2019) |
| CHDCND Triều Tiên | Đương kim á quân (2019)  | 11             | Vô địch (2007)                               |
| Hàn Quốc          | Đương kim hạng 3 (2019)  | 11             | Vô địch (2004, 2013)                         |

## Các đội tuyển đủ điều kiện tham dự U-20 FIFA World Cup nữ 2022
Ba đội sau đây từ AFC đủ điều kiện tham dự Giải vô địch bóng đá nữ U-20 thế giới 2022.
Cả ba đội đều đủ điều kiện tham dự Giải vô địch bóng đá nữ U-20 thế giới 2022. Vào ngày 16 tháng 3 năm 2022, AFC thông báo rằng Úc sẽ thay thế Triều Tiên làm đại diện của AFC tại Giải vô địch bóng đá nữ U-20 thế giới.
| Đội      | Ngày vượt qua vòng loại | Các trận trước đây tại Giải vô địch bóng đá nữ U-20 thế giới |
| -------- | ----------------------- | ------------------------------------------------------------ |
| Nhật Bản | 6 tháng 11, 2019        | 6 (2002, 2008, 2010, 2012, 2016, 2018)                       |
| Hàn Quốc | 9 tháng 11, 2019        | 5 (2004, 2010, 2012, 2014, 2016)                             |
| Úc       | 16 tháng 3, 2022        | 3 (2002, 2004, 2006)                                         |